# Eutrepsia spuria
Eutrepsia spuria är en fjärilsart som beskrevs av Edwards 1884. Eutrepsia spuria ingår i släktet Eutrepsia och familjen mätare. Inga underarter finns listade i Catalogue of Life.